# Relations entre l'Inde et le Malawi
Les relations entre l'Inde et le Malawi sont les relations bilatérales de la république de l'Inde et de la république du Malawi.

## Histoire
Les relations commerciales entre l'Inde et le Malawi remontent au XVIIIe siècle, lorsque des commerçants indiens (principalement des Gujaratis) sont arrivés en Afrique. L'Inde a établi des relations diplomatiques avec le Malawi en 1964, l'année de l'indépendance de ce dernier. La Première ministre indienne Indira Gandhi s'est rendu dans le pays en 1964 pour participer aux célébrations de l'indépendance du Malawi. La mission diplomatique indienne au Malawi a été fermée en mai 1993, et les intérêts de l'Inde dans le pays ont été transférés à l'ambassade indienne en Zambie.
Le Malawi a ouvert son haut-commissariat à New Delhi en février 2007. Plusieurs dirigeants malawiens ont reçu leur éducation dans des universités en Inde, notamment le président Bingu wa Mutharika et le ministre des affaires étrangères George Chaponda (en). Mutharika a obtenu une licence de commerce et une maîtrise en économie à l'université de Delhi en 1961 et 1963 respectivement. Lors de sa visite d'État en Inde en tant que président du Malawi, Mutharika a reçu le 4 novembre 2010 un diplôme honorifique de docteur en lettres de son alma mater. Chaponda a étudié à l'université de Delhi entre 1963 et 1968.
H. Kamutzu Banda, le premier président du Malawi, s'est rendu en Inde en 1983 pour assister à la réunion des chefs de gouvernement du Commonwealth. Le président Bingu wa Mutharika s'est rendu en Inde du 2 au 7 novembre 2010. Au cours de cette visite, les deux parties ont signé un accord général de coopération, ainsi que des protocoles d'accord sur la coopération couvrant les domaines du développement des ressources minérales, du développement rural, et de la santé et de la médecine. Au cours de la visite, le Premier ministre indien Manmohan Singh a annoncé que l'Inde rouvrirait son haut-commissariat au Malawi début 2012. Le haut-commissariat de Lilongwe a été rouvert en février 2012. Vanlalhuma a été le premier haut-commissaire au Malawi du 21 juin 2013 au 13 juin 2016. Suresh Kumar Menon a pris ses fonctions de deuxième haut-commissaire au pays le 9 août 2016,.
Le vice-président indien Hamid Ansari s'est rendu au Malawi du 7 au 9 janvier 2010. Pendant la visite d'Ansari, les deux pays ont signé des accords sur la coopération dans le domaine de l'agriculture et des secteurs connexes et sur le développement des petites entreprises au Malawi. Les deux nations ont également convenu d'un protocole de consultations entre leurs ministères des affaires étrangères respectifs,.
Le Malawi soutient l'Inde dans le conflit du Cachemire, a soutenu la position de l'Inde à la Première Commission de l'Assemblée générale des Nations unies concernant les essais nucléaires en 1998, et soutient également la candidature de l'Inde à un siège permanent au Conseil de sécurité des Nations unies. Le Malawi a également voté pour l'élection de l'Inde au premier Conseil des droits de l'homme des Nations unies en 2006.
À la suite d'une réunion entre le ministre indien des industries lourdes et des entreprises publiques G. M. Siddeshwara (en) et le président du Malawi Peter Mutharika en juillet 2015, ce dernier a fait l'éloge des relations entre les deux pays en déclarant que le Malawi avait grandement bénéficié de cette relation. Mutharika a déclaré : « En 2008, nous avons obtenu une généreuse ligne de crédit du gouvernement indien d'un montant de 163 millions de dollars, qui nous a aidé dans les domaines de l'agriculture, des réservoirs de stockage de pétrole, des usines de traitement du sucre et du renforcement des capacités. En 2010, nous avons également obtenu un crédit de cinq millions de dollars, qui nous a aidés dans les domaines de la science et de la technologie et dans le secteur des soins de santé. Nous en sommes très reconnaissants ».